# Ferdinandstraße 13 (Mönchengladbach)

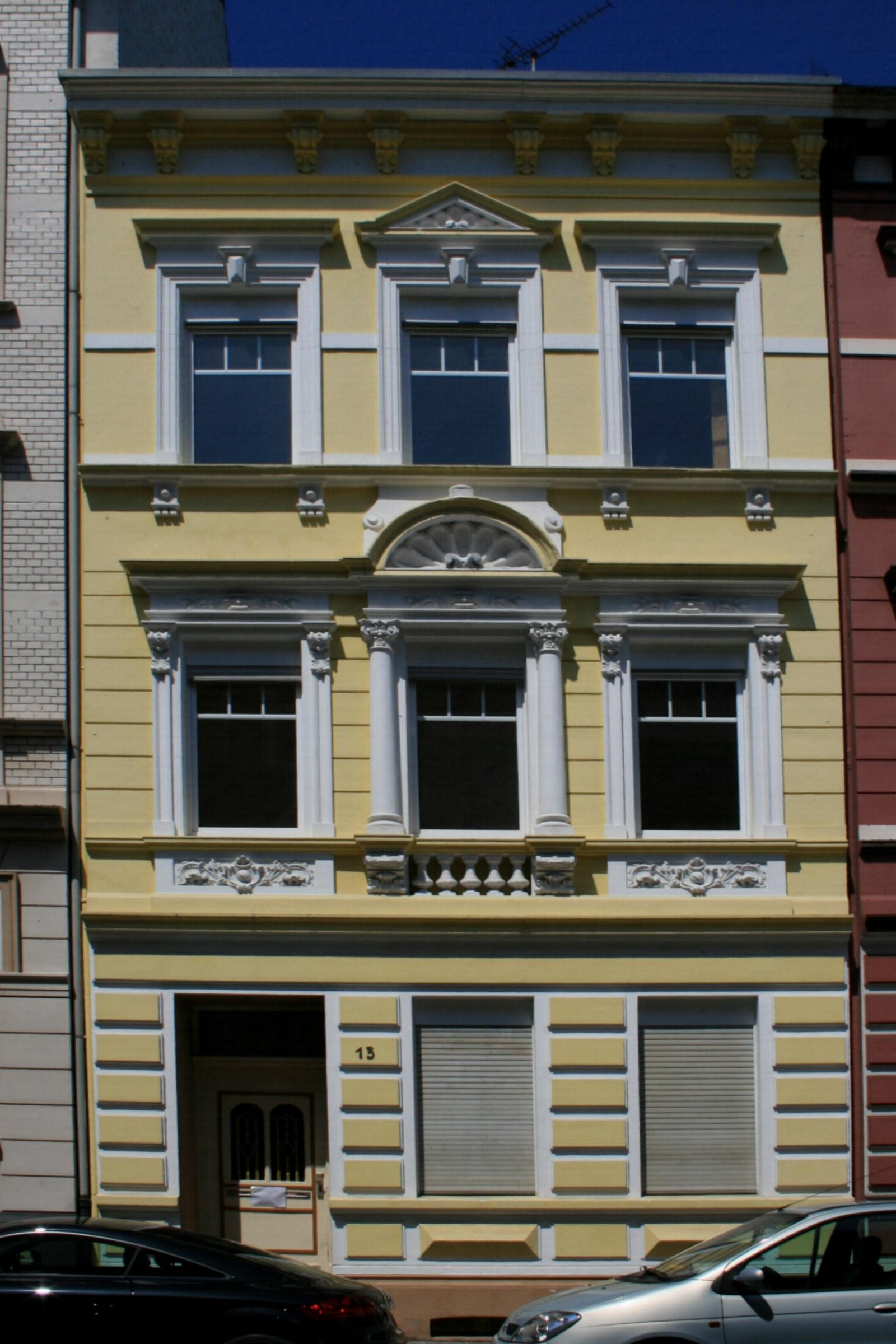
Wohnhaus (2010)

Das Wohnhaus Ferdinandstraße 12 steht in Mönchengladbach (Nordrhein-Westfalen).
Das Gebäude wurde 1897 erbaut. Es ist unter Nr. F 029 am 7. September 1995 in die Denkmalliste der Stadt Mönchengladbach eingetragen worden.

## Architektur
Im nördlichen Stadterweiterungsgebiet unmittelbar vor der die Hermann-Piecq-Anlage überspannenden Eisenbahnbrücke steht der dreiachsige Putzbau von drei Geschossen; in spiegelbildlicher Anordnung und identischer Fassadengestaltung mit dem Nachbarhaus Nr. 15 als Zweihäusergruppe ausgebildet. Rückwärtig ein zweigeschossiger Anbau, mit dem des Nachbarhauses Nr. 15 gekoppelt.
Fassadenausführung in der für ein Dreifensterhaus typischen Gliederung: Horizontalbetonung durch Sockel-, Sohlbank- und Stockwerkgesims; Quaderimitation im Erdgeschoss, Fugenschnitt im ersten Obergeschoss und glatt verputzt das zweite Obergeschoss. Alle Wandöffnungen der Fassade -abgesehen von der tief eingeschnittenen Eingangsnische links- sind gleichförmig hochrechteckig ausgebildet und geschossweise variierend gerahmt. Die Fenster des Erdgeschosses sind schmucklos in die Wandfläche eingeschnitten; das jeweils äußere des ersten Obergeschoss aufwändig mit gebälktragenden Pilasterstellungen gefasst und das mittlere durch Ädikulaimitation mit muschelornamentik gefülltem Segmentbogen und balustrierter Brüstung akzentuiert.
Die Fenster des zweiten Obergeschosses sind schlichter gerahmt mit vereinfachtem Gebälk bzw. mittig mit Dreiecksgiebelverdachung. Über weit vorkragendem, konsolgestütztem Traufgesims schließt ein flach geneigtes Satteldach das Gebäude ab.